# Kiss of Life (Kylie Minogue e Jessie Ware)
Kiss of Life è un singolo della cantante australiana Kylie Minogue e della cantante britannica Jessie Ware, pubblicato il 29 ottobre 2021 come secondo estratto dalla ristampa del quindicesimo album studio di Kylie Minogue Disco: Guest List Edition.

## Antefatti
Nel settembre 2020 Kylie Minogue è apparsa come ospite in un episodio del podcast di Jessie Ware, in occasione del quale le due hanno accennato la propria volontà di scrivere insieme. Il 5 ottobre 2021 il brano è stato annunciato come parte della tracklist della riedizione di Disco.

## Descrizione
Kiss of Life è stato scritto dalle due interpreti insieme a Danny Parker, Shungudzo e James Ford. I tre co-autori avevano già lavorato con Ware per il suo album What's your Pleasure?.

## Video musicale
Il videoclip del brano, diretto da Sophie Muller, è stato reso disponibile il 4 novembre 2021. Il video è stato girato a Londra ed è ispirato dai lavori di Pedro Almodóvar e dalle telenovela anni 80.

## Esibizioni dal vivo
Il 13 novembre 2021 Kylie Minogue e Jessie Ware hanno presentato per la prima volta Kiss of Life dal vivo al Jonathan Ross Show. Il 28 maggio 2022 Minogue, in occasione del suo compleanno, è stata ospite della tappa del tour di Ware alla Brixton Academy per interpretare il brano. Il 17 settembre 2023 Ware è stata ospite di Minogue durante il suo set al festival Radio 2 in the Park.